# Йован Шевич
Йован Шевич (серб. Јован Шевић; пом. 1764) — підполковник австрійської служби і генерал-поручник російської служби; засновник Слов'яносербії.

## Життєпис

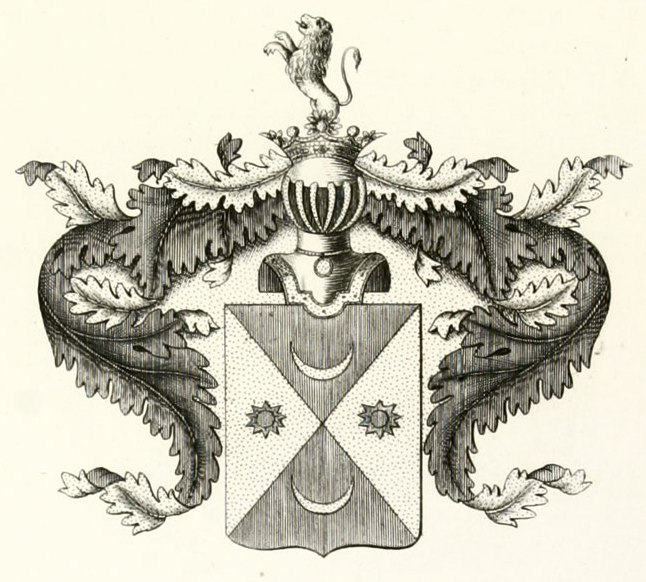
Фамільний герб Шевичів

Йован (у деяких джерелах Іван (Иван) або Жіван (Живан)) Шевич — народився в сербському дворянському роді Шевичів, що мігрували з окупованої Османською імперією Сербії в першій половині XVI столітті до Угорщини. Йован був онуком Радослава Шевича, та сином капітана сербської міліції Джоржа (серб. Георгије) Шевича, більш відомого як Дзурка Шевич (серб. Ђурка Шевић).
Спочатку Шевич знаходився на австрійській службі, у складі Сербської міліції на Військовому кордоні (серб. Војна крајина) Габсбурзької монархії, де дослужився до підполковника. Але потім, внаслідок посилення при дворі Марії-Терезії впливу націоналістичної угорської партії, що утискала сербів, з великою кількістю своїх співвітчизників покинув в 1750 році батьківщину та оселився в Російській імперії. Одночасно з Шевичем виїхав до Російської імперії і Райко-Прерадович (серб. Рајко Прерадовић), родоначальник прізвища Депрерадовичів.
У 1752 році всі новоприбулі були приведені до присяги в Москві, а потім Іменним указом Єлизавети Петрівни від 21 жовтня 1753 солдати й офіцери команди Шевича були конфірмовані для вступу на російську службу. Їм була відведена земля по правому березі Сіверського Дінця між Луганню і Бахмутом, що дістала відтоді назву Слов'яносербія. За клопотанням Шевича був заснований перший Сербський гусарський кінний полк.
Укріплене місто Бахмут було обране головною квартирою для знову сформованих полків Шевича і Прерадовича. Прийнятий на службу підполковником, Йован Шевич в 1752 році отримав звання генерал-майора, а в 1759 році був призначений начальником Слов'яносербії, яка адміністративно поділялася на роти, селища, шанці (кожне селище, крім звичайної назви, носило нумеровану назву своєї роти). Подібна ж система була встановлена і для Нової Сербії.
12 серпня 1764 року Йован Шевич був відставлений від військової та цивільної служби, зі званням генерал-поручика і зі збереженням утримання.